# جون دبليو. ريفيس جونيور
جون دبليو. ريفيس جونيور (بالإنجليزية: John W. Reeves, Jr.)‏ هو ضابط أمريكي، ولد في 25 أبريل 1888، وتوفي في 16 يوليو 1967.